# فيلانيوفا ديل دوكوي (قرطبة)
بلدية فيلانيوفا ديل دوكوي (بالإسبانية: Villanueva del Duque)‏، هي إحدى بلديات مقاطعة قرطبة إحدى مقاطعات إسبانيا، و التي تقع في منطقة الأندلس جنوب إسبانيا.
يبلغ عدد سكانها 1.652 نسمة وفقاً لإحصائية سنة (2007).

## أعلام
- سيباس مويانو